# Bad Doberan
Bad Doberan este un oraș din landul Mecklenburg - Pomerania Inferioară, Germania.